# Infrastrukturbetreiber
Ein Infrastrukturbetreiber ist ein Rechtsbegriff aus dem Eisenbahnrecht der Europäischen Union. Die Rolle eines Infrastrukturbetreibers wird unter anderem in der Richtlinie 2012/34/EU vom 21. November 2012 zur Schaffung eines einheitlichen europäischen Eisenbahnraums näher erläutert.

## Infrastrukturbetreiber in den Ländern
Die Richtlinie 2012/34/EU war bis zum 16. Juni 2015 von den Mitgliedsstaaten in nationales Recht umzusetzen. Infrastrukturbetreiber in Europa sind meist Tochterunternehmen der Staatsbahnen, unabhängige Unternehmen unter staatlicher Kontrolle oder Behörden bzw. Ministerien. 
| Land                   | Bezeichnung                                                                           | Größte Unternehmen                                     |
| ---------------------- | ------------------------------------------------------------------------------------- | ------------------------------------------------------ |
| Deutschland            | Eisenbahninfrastrukturunternehmen                                                     | DB InfraGO                                             |
| Österreich             | Eisenbahninfrastrukturunternehmen                                                     | ÖBB-Infrastruktur                                      |
| Schweiz                | Infrastrukturbetreiberin gestionnaire de l'infrastructure gestore dell'infrastruttura | Schweizerische Bundesbahnen BLS Netz AG Rhätische Bahn |
| Belgien                | spoorwegbeheerder gestionnaire de l'infrastructure                                    | Infrabel                                               |
| Bulgarien              | управител на инфраструктура                                                           | Bulgarische Eisenbahninfrastrukturgesellschaft         |
| Dänemark               | jernbaneinfrastrukturforvalter                                                        | Banedanmark                                            |
| Estland                | taristuettevõtja                                                                      | Eesti Raudtee                                          |
| Finnland               | rataverkon haltija                                                                    | Väylävirasto (Finnische Verkehrsinfrastrukturagentur)  |
| Frankreich             | gestionnaire de l'infrastructure                                                      | SNCF Réseau                                            |
| Italien                | gestore dell'infrastruttura                                                           | Rete Ferroviaria Italiana                              |
| Kroatien               | upravljanje željezničkom infrastrukturom                                              | HŽ Infrastruktura                                      |
| Lettland               | infrastruktūras pārvaldītājs                                                          | Latvijas dzelzceļš                                     |
| Litauen                | infrastruktūros valdytojas                                                            | LTG Infra                                              |
| Niederlande            | spoorwegbeheerder                                                                     | ProRail                                                |
| Norwegen               | jernbaneinfrastrukturforvalter                                                        | Bane NOR                                               |
| Polen                  | zarządcy infrastruktury kolejowej                                                     | PKP Polskie Linie Kolejowe                             |
| Portugal               | gestor da infraestrutura                                                              | Infraestruturas de Portugal                            |
| Rumänien               | administratorul infrastructurii                                                       | Compania Naţională de Căi Ferate                       |
| Schweden               | infrastrukturförvaltare                                                               | Trafikverket                                           |
| Slowakei               | manažér železničnej infraštruktúry                                                    | Železnice Slovenskej republiky                         |
| Slowenien              | upravitelj železniške infrastrukture                                                  | Slovenske železnice Infrastruktura                     |
| Spanien                | administrador de la infraestructura                                                   | Administrador de Infraestructuras Ferroviarias         |
| Tschechien             | provozovatel infrastruktury                                                           | Správa železnic (SŽDC)                                 |
| Vereinigtes Königreich | infrastructure manager                                                                | Network Rail                                           |
| Ungarn                 |                                                                                       | MÁV ZRT GYSEV ZRT                                      |

## European Rail Infrastructure Managers
Die European Rail Infrastructure Managers (EIM) wurde 2002 in Zusammenhang mit der Liberalisierung des EU-Eisenbahnmarktes gegründet. Der Fachverband, ein gemeinnütziger Verein nach belgischem Recht, vertritt die Interessen von Infrastrukturbetreibern in Ländern der EU bzw. des EWR. EIM ist ein nach Artikel 38(4) der EU-Richtlinie 2016/796 anerkanntes Vertretungsgremium des Eisenbahnsektors. Unter den 16 Mitgliedsunternehmen aus elf Ländern befinden sich keine aus dem deutschsprachigen Raum. Diese sind in der Gemeinschaft der Europäischen Bahnen organisiert, zusammen mit weiteren ehemaligen Staatsbahnen.